# 캐리 (1976년 영화)
《캐리》(영어: Carrie)는 1976년에 제작된 미국의 초자연 공포 영화이다. 스티븐 킹의 소설 《캐리》를 원작으로 한 작품으로, 킹의 작품을 원작으로 한 최초의 영상물이다. 감독은 브라이언 드 팔마이며, 로렌스 D. 코헨이 대본을 썼다.
이 영화는 아카데미상의 2개 부문, 주연 여우상으로 시시 스페이식이, 조연 여우상으로 주인공의 어머니 역할인 파이퍼 로리가 후보에 올랐다. 이 영화에는 낸시 앨런, 윌리엄 캇, 에이미 어빙, 존 트라볼타 등 여러 배우들이 출연하였는데, 이들은 이 영화가 첫 출연이거나 이 영화로 인기를 얻었다. 파이퍼 로리는 1961년 이후로 활동하지 않았으나 이 영화 이후로 영화와 텔레비전에 다시 등장하였다.
《캐리》는 스티븐 킹의 출간된 작품을 기반으로 하였거나 채택한 영상물로는 첫번째였다.
대한민국에서는 1978년 명보극장에서, 관객을 중학생 이상으로 제한하여 개봉되었다.

## 줄거리
16세 소녀 캐리 화이트는 학교에서 끊임없이 괴롭힘을 당하는 수줍은 학생이다. 어느 날 체육 수업 후 첫 생리를 경험하게 되는데, 이에 대한 지식이 전혀 없던 캐리는 당황하고, 급우들은 그녀를 놀리며 생리대 등을 던진다. 체육 교사인 콜린스 선생님은 학생들을 혼내지만, 크리스 하겐슨은 반항하며 졸업 파티 참석 금지 처분을 받는다.
크리스는 캐리에게 복수하기 위해 남자친구 빌리와 함께 돼지 피를 구해 학교 졸업 파티 무대 위에 설치한다. 한편 캐리는 분노할 때 물건을 마음대로 움직일 수 있다는 것을 깨닫고, 염력 능력이 있다는 사실을 알게 된다. 죄책감을 느끼던 급우 수 스넬은 남자친구 토미 로스에게 캐리를 졸업 파티에 초대해달라고 부탁한다. 캐리는 처음에는 장난으로 생각하지만, 토미의 진심에 결국 승낙한다.
캐리가 졸업 파티에 가겠다고 하자, 독실한 신자인 어머니 마가렛은 격렬하게 반대하며 캐리를 마녀라고 비난한다. 졸업 파티 당일, 크리스와 빌리는 몰래 무대 아래 숨어 있다가 캐리가 졸업 파티 여왕으로 뽑히는 순간 돼지 피를 쏟아붓는다. 피가 묻은 양동이에 토미가 맞아 쓰러지고, 다른 학생들의 비웃음에 캐리는 모든 것이 자신을 조롱하기 위한 계획이었다고 오해한다.
분노한 캐리는 염력으로 문을 봉쇄하고 소방 호스를 작동시켜 학생들에게 상해를 입히고, 노르마를 죽인다. 토미를 구하려던 콜린스 선생님은 농구대 공격에 사망하고, 교장과 다른 교사들은 캐리의 염력에 의해 감전사하거나 불에 타 죽는다. 캐리는 학교를 불태우고 문을 봉쇄한 채 집으로 돌아간다. 크리스는 차로 캐리를 치려 하지만, 캐리의 염력으로 차가 전복되고 폭발하며 크리스와 빌리는 죽는다.
집에 돌아온 캐리가 목욕을 하던 중, 마가렛은 칼로 캐리를 찌른다. 이에 캐리는 염력으로 칼을 날려 마가렛을 죽이고, 집을 파괴한 후 자신도 죽는다. 이후 유일한 생존자인 수는 캐리의 집터에 꽃을 놓으려다, 흙더미 아래에서 캐리의 손이 나와 자신을 잡는 악몽을 꾼다.

## 출연
- 시시 스페이섹 - 캐리 화이트
- 파이퍼 로리 - 마거릿 화이트
- 에이미 어빙 - 수 스넬
- 윌리엄 캣 - 토미 로스
- 존 트라볼타 - 빌리 놀런
- 낸시 앨런 - 크리스 하건슨
- 베티 버클리 - 콜린스 양
- P. J. 솔스 - 노마 왓슨
- 프리실라 포인터 - 엘리너 스넬
- 시드니 래식 - 프롬 씨
- 스테판 기에라쉬 - 모턴 교장
- 마이클 탤벗 - 프레디
- 더그 콕스 - 비크
- 해리 골드 - 조지
- 노엘 노스 - 프리다
- 신디 데일리 - 코라
- 디어드리 버스롱 - 론다
- 앤슨 다운스 - 어니스트
- 로리 스티븐스 - 케니
- 에디 매클러그 - 헬렌 샤이어스

- 소연 - 캐리 화이트 (시시 스페이섹)
- 패티 김 - 마거릿 화이트 (파이퍼 로리)
- 이다슬 - 수 스넬 (에이미 어빙)
- 최재호 - 토미 로스 (윌리엄 캣)
- 신흥철 - 빌리 놀런 (존 트라볼타)
- 김윤미- 크리스 하건슨 (낸시 앨런)
- 손숙 - 콜린스 양 (베티 버클리)
- 유지영 - 노마 왓슨 (P. J. 솔스)
- 임태희 - 엘리너 스넬 (프리실라 포인터)
- 정미연 - 프롬 씨 (시드니 래식)
- 김응수 - 모턴 교장 (스테판 기에라쉬)
- 이상헌 - 프레디 (마이클 탤벗)

## 기타
- 협력프로듀서: 루이스 A. 스토롤러
- 미술: 잭 피스크
- 미술: 빌 케니
- 의상: 로잔나 노턴
- 배역: 해리엇 B. 헬버그

## 같이 보기
- 소설 캐리
- 캐리 2
- 캐리 리메이크